# Ampedus auripes
Ampedus auripes е вид бръмбар от семейство Полски ковачи (Elateridae). Видът не е застрашен от изчезване.

## Разпространение и местообитание
Разпространен е в Австрия, Германия, Италия, Словакия, Украйна, Франция, Чехия и Швейцария.
Обитава гористи местности и плата.

## Описание
Популацията на вида е стабилна.